# Vlad Voiculescu (neurolog)
Vlad Voiculescu (n. 1913, Târgu Jiu – d. 22 februarie 2001, București) a fost un medic neurolog român, membru titular al Academiei Române.
Născut în 1913 la Târgu Jiu, Vlad Voiculescu a urmat cursurile Facultății de Medicină din București și apoi - reprezentant al Școlii Române de Neurologie a lui Gheorghe Marinescu - a urcat toate treptele ierarhiei universitare devenind, în 1967, profesor la Clinica de Neurologie a Institutului de Medicină și Farmacie din București.
În paralel cu activitatea universitară a desfășurat activitate de cercetare la Institutul de Neurologie al Academiei Române, al cărui director a devenit în 1978, abordând teme interdisciplinare în domeniul epilepsiei, bolilor vasculare cerebrale, în studiul etiopatogeniei și diagnosticului hemoragiilor cerebrale, în bolile neuromusculare, precum și în problemele de bază ale neurofiziologiei. Rezultatele cercetărilor sale au fost publicate în peste 170 de lucrări, studii și articole, apărute în țară și străinătate.
A fost ales membru titular al Academiei Române în anul 1991.
Ca recunoaștere a valorii științifice a contribuțiilor sale, Vlad Voiculescu a fost ales membru în Royal Society of Medicine (Londra), Société Française de Neurologie, membru de onoare al Academiei de Științe Medicale din România. În anul 2000 a fost decorat cu Ordinul Național „Pentru Merit” în grad de Mare Cruce.